# Acamas (zoon van Theseus)
Acamas was in de Griekse mythologie de zoon van Phaedra en de Atheense koning Theseus, en halfbroer van Demophoon.
Acamas vocht aan Griekse zijde mee in de Trojaanse Oorlog. In de Ilias wordt hij niet vermeld, maar Vergilius vermeldt hem voor het feit dat hij in het Trojaanse paard zat. Voor de Trojaanse oorlog ging Acamas samen met Diomedes naar Troje om de uitlevering van Helena te eisen (wat Homeros aan Menelaos en Agamemnon toeschrijft). Gedurende dit bezoek verwekte Acamas een kind, Munitus, bij Laodice, een dochter van Priamus. Munitus werd gedood, gebeten door een slang, terwijl hij aan het jagen was in Thracië.
Na de oorlog beleefde Acamas nog vele avonturen met zijn broer waaronder het stelen van het Palladium. Hij stierf in Cyprus door van zijn paard op zijn zwaard te vallen.